# Susanna Clarke
Susanna Mary Clarke (Nottingham, 1 de novembre de 1959) és una escriptora anglesa coneguda per la seva primera novel·la guanyadora del premi Hugo Jonathan Strange i el senyor Norrell (2004).
Clarke va començar a escriure Jonathan Strange i el senyor Norrell l'any 1993 i hi va treballar durant el seu temps lliure. Durant la dècada següent va publicar històries curtes de l'univers Strange, fins que el 2003 l'editorial independent Bloomsbury va comprar el seu manuscrit. La novel·la va sortir a la venda l'any 2004 i es va convertir en un best-seller.
Dos anys més tard va publicar un volum que recopilava les seves històries curtes The Ladies of Grace Adieu and Other Stories (2006). Tant la novel·la de debut de Clarke com les seves històries curtes estan ambientades en una Anglaterra màgica i són un pastitx d'estils dels escriptors del segle xix, com a Jane Austen i Charles Dickens. Mentre que Strange se centra en la relació amb la màgia de dos homes, Jonathan Strange i Gilbert Norrell, les històries de Ladies of Grace Adieu se centren en el poder que les dones guanyen a través de la màgia.
L'any 2015 es va adaptar Jonathan Strange i el senyor Norrell a una sèrie de televisió per a la cadena britànica BBC.
La segona novel·la de Clarke, Piranesi, va ser publicada el setembre de 2020, guanyant el premi Femení de Ficció.

## Biografia
Susanna Mary Clarke va néixer l'1 de novembre de 1959 a Nottingham, Regne Unit, filla gran d'un ministre metodista. A causa del càrrec del seu pare va passar la seva infància a diverses ciutats del nord d'Anglaterra i Escòcia. Va estudiar filosofia, política i economia al St. Hilda's College d'Oxford, aconseguint el seu diploma el 1981. Va llegir la ficció històrica de Rosemary Sutcliff i les fantasies d'Ursula K. Le Guin i Alan Garner, i va arribar a estimar especialment Jane Austen.
Després de treballar durant vuit anys al sector editorial, va passar dos anys ensenyant anglès com a llengua estrangera a Torí i Bilbao. Va tornar al Regne Unit el 1992 i es va instal·lar al comtat de Durham, on va començar a esbossar Jonathan Strange i el senyor Norell.
Clarke va passar els següents deu anys compaginant la seva feina d'editora amb l'escriptura. Va publicar alguns relats curts en diverses antologies, fins que l'any 2004 l'editorial Bloomsbury li va publicar la seva primera novel·la, Jonathan Strange i el senyor Norrell.
L'any 2005 va ser diagnosticada amb síndrome de fatiga crònica, desencadenada per l'extensa gira que va fer per promocionar la seva primera novel·la. Al llarg dels anys, per explicar el seu esgotament, les migranyes, nàusees i fotosensibilitat, Clarke també ha rebut altres diagnòstics com ara la malaltia de Lyme o el virus d'Epstein-Barr.
L'any 2020, l'editorial Bloomsbury va publicar la seva segona novel·la, Piranesi.
L'autora viu a Derbyshire amb la seva parella, l'autor de ciència-ficció i fantasia Colin Greenland, a qui va conèixer en un curs d'escriptura.

## Obra

### Jonathan Strange i el senyor Norrell
Clarke va començar a desenvolupar la seva idea de Jonathan Strange i el senyor Norrell mentre ensenyava anglès a Bilbao. També havia rellegit recentment El senyor dels anells, de J. R. R. Tolkien, i es va sentir inspirada per tractar d'escriure una novel·la de màgia i fantasia.
| «                                                                                           | (anglès) I had a kind of waking dream,about a man in 18th century clothes in a place rather like Venice, talking to some English tourists. And I felt strongly that he had some sort of magical background--he'd been dabbling in magic, and something had gone badly wrong.' | (català) Vaig tenir una mena de somni sobre un home amb roba del segle xviii en un lloc que semblava Venècia, parlant amb alguns turistes anglessos. I vaig sentir fermament que tenia algun tipus de rerefons màgic. Havia estat embolicant amb màgia i alguna cosa havia anat malament. | » |
| — Susanna Clarke. , Grossman, Lev. «Books: Of Magic and Men» (en anglès). Time, 16-08-2004. | | |   |

L'any 1993, la filial de Cambridge de Simon & Schuster, la va contractar com a editora de la seva línia de llibres de cuina - feina que va mantenir durant deu anys-. En aquell moment Clarke ja va començar a pensar seriosament a escriure la seva novel·la així que es va inscriure en un taller d'escriptura de fantasia i ciència-ficció, impartit pels escriptors Colin Greenland i Geoff Ryman, en el qual s'esperava que els estudiants preparessin una història curta abans d'assistir. Clarke va entregar The Ladies of Grace Adieu, un conte de fades sobre tres dones que practiquen la màgia en secret i són descobertes per Jonathan Strange. Aquest conte estava inspirat en el grapat d'idees i material dispers que Susanna tenia per a la seva novel·la.
Greenland va quedar tan impressionat amb la història que, sense el coneixement de Clarke, va enviar un extracte al seu amic, l'escriptor de fantasia Neil Gaiman, qui va mostrar el relat a Patrick Nielsen Hayden. Clarke es va assabentar d'aquests fets quan Nielsen Hayden li va oferir publicar la història en la seva antologia Starlight 1 (1996), que incloïa relats de ciència-ficció i fantasia de diversos autors. Aquesta antologia va guanyar el premi Mundial de Fantasia de 1997.
Clarke va passar els següents deu anys treballant en la novel·la en el seu temps lliure. També va publicar alguns relats en les antologies Starlight 2 (1998) i Starlight 3 (2001). En total va publicar set històries curtes en antologies, de les quals Mr. Simonelli, or The Fairy Widower va ser seleccionada per al premi Mundial de Fantasia l'any 2001.
El procés d'escriure la seva novel·la va ser lent. En lloc d'escriure Jonathan Strange i el senyor Norrell de principi a fi, Susanna escrivia fragments i tractava d'ajuntar-los. L'autora mai no estava segura de si acabaria la seva novel·la o si arribaria a publicar-se.
L'any 2001, Clarke va contractar Giles Gordon com a agent literari. Dos anys més tard, Gordon va aconseguir vendre el manuscrit inacabat a l'editorial Bloomsbury, després que dos editors el rebutgessin. Bloomsbury estava tan segura que la novel·la seria un èxit que van oferir a Clarke un avanç d'un milió de lliures. Van imprimir 250.000 còpies simultàniament als Estats Units, Gran Bretanya i Alemanya, i es van començar disset traduccions abans que la primera edició fos publicada el 8 de setembre de 2004 als Estats Units i el 30 de setembre del mateix any al Regne Unit.
Jonathan Strange i el senyor Norrell és una història alternativa ambientada a l'Anglaterra del segle xix, durant les Guerres Napoleòniques. Ha estat descrita com una novel·la de fantasia, una història alternativa i una novel·la històrica i es basa en diverses tradicions literàries romàntiques, com ara la comèdia de costums, el conte gòtic i l'heroi byronià. L'estil de Clarke ha estat descrit amb freqüència com un pastitx, particularment d'escriptors britànics del segle xix com a Charles Dickens, Jane Austen i George Meredith.
El text està complementat amb gairebé 200 notes a peu de pàgina, esbossant la història de fons i un corpus fictici d'escola de màgia. Clarke va utilitzar-les per suggerir que la seva narrativa principal es basava en tota una hipotètica contracultura, que inclou una història alternativa de Gran Bretanya i una gran quantitat de folklore, investigacions i creences inventades.
La novel·la va ser ben rebuda pels crítics i va arribar al número tres a la llista de best-sellers del New York Times, romanent a la llista durant onze setmanes.

### The Ladies of Grace Adieu and Other Stories

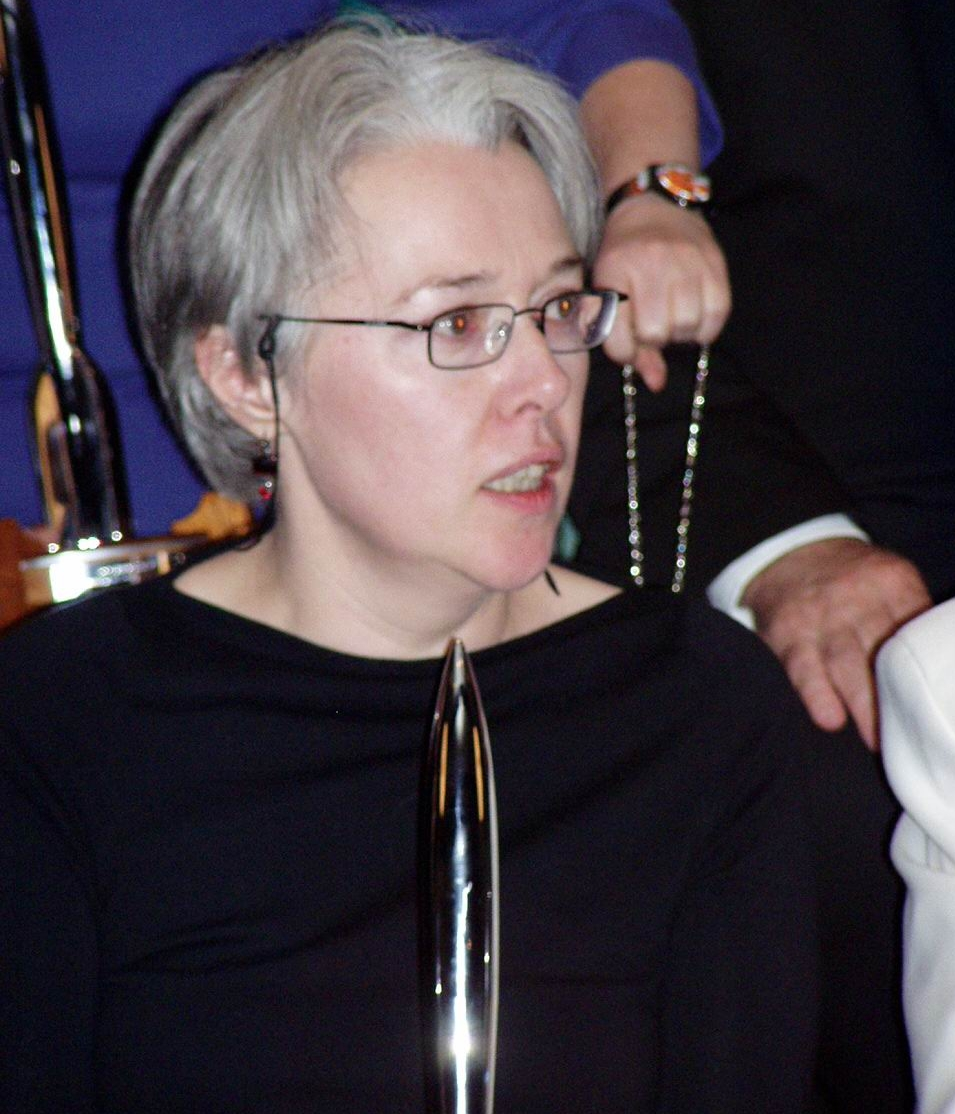
Susanna Clarke a Glasgow, l'any 2005.

L'any 2006 Clarke va publicar una col·lecció de vuit contes de fades, set dels quals havien aparegut prèviament en antologies entre el 1996 i el 2004. El volum es presentava com si fos l'obra de diversos escriptors diferents i va estar il·lustrat per Charles Vess. Totes les històries tenen el mateix to literari que Jonathan Strange i el senyor Norrell, amb abundants notes al peu de pàgina i algunes figures històriques com a protagonistes, com ara el duc de Wellington, o Maria d'Escòcia.
Les històries semblen derivades de diferents etapes de la seva primera novel·la, Jonathan Strange i el senyor Norrel. De fet, el personatge Jonathan Strange apareix al relat que dona títol al volum, «The Ladies of Grace Adieu», ambientat al Gloucestershire de principis del segle xix, i on s'explica la trobada de Jonathan amb tres dones que practiquen la màgia. Tot i que els esdeveniments de la història no apareixen en Jonathan Strange i el senyor Norrell, se'n fan referència en una nota a peu de pàgina del capítol 43.
L'únic relat inèdit del volum va ser «John Uskglass and the Cumbrian Charcoal Burner».
The Ladies of Grace Adieu and Other Stories va rebre crítiques positives, tot i que alguns crítics la van deixar a un nivell més baix que la seva primera novel·la.

### Piranesi
Uns mesos després del seu debut, Clarke vivia a Cambridge amb la seva parella, el novel·lista de ciència-ficció i crític Colin Greenland, a qui va conèixer en un curs d'escriptura. L'autora va emmalaltir amb el que finalment es va diagnosticar com a síndrome de fatiga crònica. Escriure es va convertir en un repte, així que en 2006 va decidir deixar de banda la seqüela de Jonathan Strange i el senyor Norrell i tornar a una idea prèvia, més abastable, que es va convertir en Piranesi.
Clarke va trigar setze anys a ultimar la seva obra. L'editorial Bloomsbury la va treure a la venda el 15 de setembre de 2020.
El títol de la novel·la fa referència a l'artista italià del segle xviii, Giovanni Battista Piranesi, qui va produir una sèrie de setze aiguaforts anomenats Presons imaginàries (Carceri d'Invenzione, en italià) en què va transformar les ruïnes romanes en visions intricades i opressives d'edificis clàssics dins d'un univers fantàstic.
Piranesi conté diverses al·lusions a El nebot del mag, de C.S. Lewis. L'acció transcorre en un lloc que recorda a Charn, la sala inhòspita plena d'estàtues que apareix al llibre de C.S. Lewis, per on s'obre camí el protagonista de la història, habitant solitari d'aquest món oníric que estima i venera la bellesa i la bondat de la Casa on viu.
Susanna Clarke va guanyar amb aquesta novel·la el premi femení de ficció l'any 2021.

## Llistat complert d'obres

### Novel·les
- Jonathan Strange & Mr. Norrell. Ed. Bloomsbury, setembre de 2004.[37] Traduïda al català per Albert Torrescasana i Jordi Martín Lloret amb el títol de Jonathan Strange i el senyor Norrell. Ed. Empúries, setembre de 2005.[38]
- Piranesi. Ed. Bloomsbury, setembre de 2020.[39] Traduïda al català per Ferran Ràfols Gesa amb el títol de Piranesi. Ed. Amsterdam, setembre de 2021.[40]

### Històries curtes
Clarke ha publicat les seves històries curtes en diverses publicacions. Aquesta llista reflecteix la primera publicació de cadascuna. The Ladies of Grace Adieu and Other Stories (Bloomsbury, 2006) inclou les històries marcades amb (♣). Aquest recull ha estat traduït per Ferran Ràfols i Gesa amb el títol Les dames de Grace Adieu. Ed. Amsterdam, juliol de 2023.
- «The Ladies of Grace Adieu», dins Starlight 1. Ed. Patrick Nielsen Hayden, Tor, 1996. (♣)
- «Stopp't-Clock Yard» dins The Sandman: Book of Dreams. Ed. Ed Kramer i Neil Gaiman, harper Prism, 1996.
- «On Lickerish Hill», dins Black Swan, White Raven. Ed. Ellen Datlow i Terri Windling, Avon, 1997. (♣)
- «Mrs. Mabb», dins Starlight 2. Ed. Patrick Nielsen Hayden, Tor, 1998. (♣)
- «The Duke of Wellington Missplaces His Horse», dins A Fall of Stardust. Ed. Charless Vess, Green Man Press, 1999. (♣)
- «Mr. Simonelli or the Fairy Widower», dins Black Heart, Ivory Bones. Ed. Ellen Datlow i Terri Windling, Avon, 2000. (♣)
- «Tom Brightwind, or How the Fairy Bridge Was Built at Thoresby», dins Starlight 3. Ed. Patrick Nielsen Hayden, Tor, 2001. (♣)
- «Antickes and Frets». The New York Times, 31 d'octubre de 2004. (♣)
- «John Uskglass and the Cumbrian Charcoal Burner», dins The Ladies of Grace Adieu and Other Stories. Bloomsbury, 2006. (♣)
- «The Dweller in High Places», dins Tails of Wonder and Imagination. Ed. Ellen Datlow, Night Shade Books, 2010. Emès per primera vegada dins del programa The 7th Dimension, de la cadena de ràdio BBC Radio 7, el 26 de febrer de 2007.[43]

## Premis

### Jonathan Strange i el senyor Norrell
- Premi Mundial de Fantasia a la millor novel·la (2005).[44]
- Mythopoeic a la novel·la de fantasia per a adults (2005).[45]
- Locus a la primera novel·la (2005).[46]
- Hugo a la millor novel·la (2005).[47]
- British Book al millor debut de l'any (2005).[48]

### Piranesi
- Premi femení de ficció (2021).[49]